# IK+
IK+ (voluit International Karate +; ook wel Chop N' Drop) is een videospel voor diverse platforms. Het spel werd uitgebracht in 1987 voor de Amstrad CPC, Commodore 64 en ZX Spectrum. Bij het spel bestuurt de computer twee spelers (singleplayer) of een speler (multiplayer). Het doel van het spel is een zo hoog mogelijke dan te halen, de wereldkampioen worden en de hoogste score te behalen. In het spel kan gevochten worden en tussen de gevechten kan men bonuspunten behalen door middel van het kaatsen van stuiterende ballen, breken van houten planken, et cetera. Het perspectief van het spel is in de derde persoon.

## Platforms
| Jaar | Platforms                               |
| ---- | --------------------------------------- |
| 1987 | Amstrad CPC, Commodore C64, ZX Spectrum |
| 1988 | Amiga 500/600 (OCS / ECS), Atari ST     |
| 1994 | Amiga CD (ECS / AGA)                    |
| 2001 | Game Boy Advance                        |
| 2003 | PlayStation                             |
| 2008 | Virtual Console (Wii)                   |

## Ontvangst
| Beoordeeld door | Platform     | Datum          | Score |
| --------------- | ------------ | -------------- | ----- |
| Commodore User  | Commodore 64 | november 1987  | 90%   |
| The Atari Times | Atari ST     | 1 januari 2002 | 80%   |
| Nintendo Life   | Wii          | 24 juli 2008   | 80%   |
| Happy Computer  | Commodore 64 | december 1987  | 78%   |
| Power Play      | Atari ST     | november 1988  | 77%   |
| Amiga Joker     | Amiga        | mei 1992       | 76%   |
| All Game Guide  | Commodore 64 | 1998           | 70%   |
| Pixel-Heroes.de | Commodore 64 | december 2003  | 70%   |
| Amiga Joker     | Amiga CD32   | maart 1994     | 70%   |
| Power Play      | Amstrad CPC  | februari 1988  | 70%   |

## Trivia
- Het spel is opgenomen in het boek 1001 Video Games You Must Play Before You Die van Tony Mott.